# 대무의항
대무의항(大舞衣港)은 인천광역시 중구 무의동, 무의도에 위치한 어항이다. 2004년 11월 27일 지방어항으로 지정되어 관리되고 있다. 시설관리자는 인천 중구청장이다.

## 어항구역
본 항의 어항구역은 다음과 같다.
- 아래의 ㉮ ㉯ ㉰ ㉱ ㉲지점을 연결한 선내의 해역 (70,000m2)
  - ㉮ : 물량장과 선착장이 만나는 지점에서 서북쪽으로 190m인 지점 (X:434,700.86, Y:147,966.57), (37˚24′36.76″N, 126˚24′44.14″E)
  - ㉯ : ㉮점에서 N24˚E 방향으로 200m 이동한 지점 (X:434,859.84, Y:148,037.19), (37˚24′41.93″N, 126˚24′46.97″E)
  - ㉰ : ㉯점에서 S66˚E방향으로 290m 이동한 지점 (X:434,739.77, Y:148,305.04), (37˚24′38.09″N, 126˚24′57.89″E)
  - ㉱ : ㉰점에서 S24˚W방향으로 300m 이동한 지점 (X:434,466.02, Y:148,182.33), (37˚24′29.18″N, 126˚24′52.97″E)
  - ㉲ : ㉱점에서 S78˚W방향으로 53m 이동한 지점 (X:434,455.03, Y:148,130.72), (37˚24′28.82″N, 126˚24′50.88″E)
- 어항관련 사업으로 조성된 육역(물량장, 선착장 등)
  - 298-1잡, 298-2제, 298-3잡
  - 시유지 : 3,497m2

## 어항 시설
- 선착장 200m, 호안 72m

## 주요 어종
- 굴, 가무락, 바지락, 광어, 우럭